# 아니 페로
아니 페로(Annie Perreault, 1971년 7월 28일~)는 캐나다의 여자 쇼트트랙 선수이다. 1992년 동계 올림픽 여자 3000m 계주에서 금메달을 기록하였다. 1998년 동계 올림픽에서는 여자 500m 종목 금메달, 여자 3000m 계주 종목에서 동메달을 획득하였다.